# Double journée
Ne doit pas être confondu avec Charge mentale ménagère.

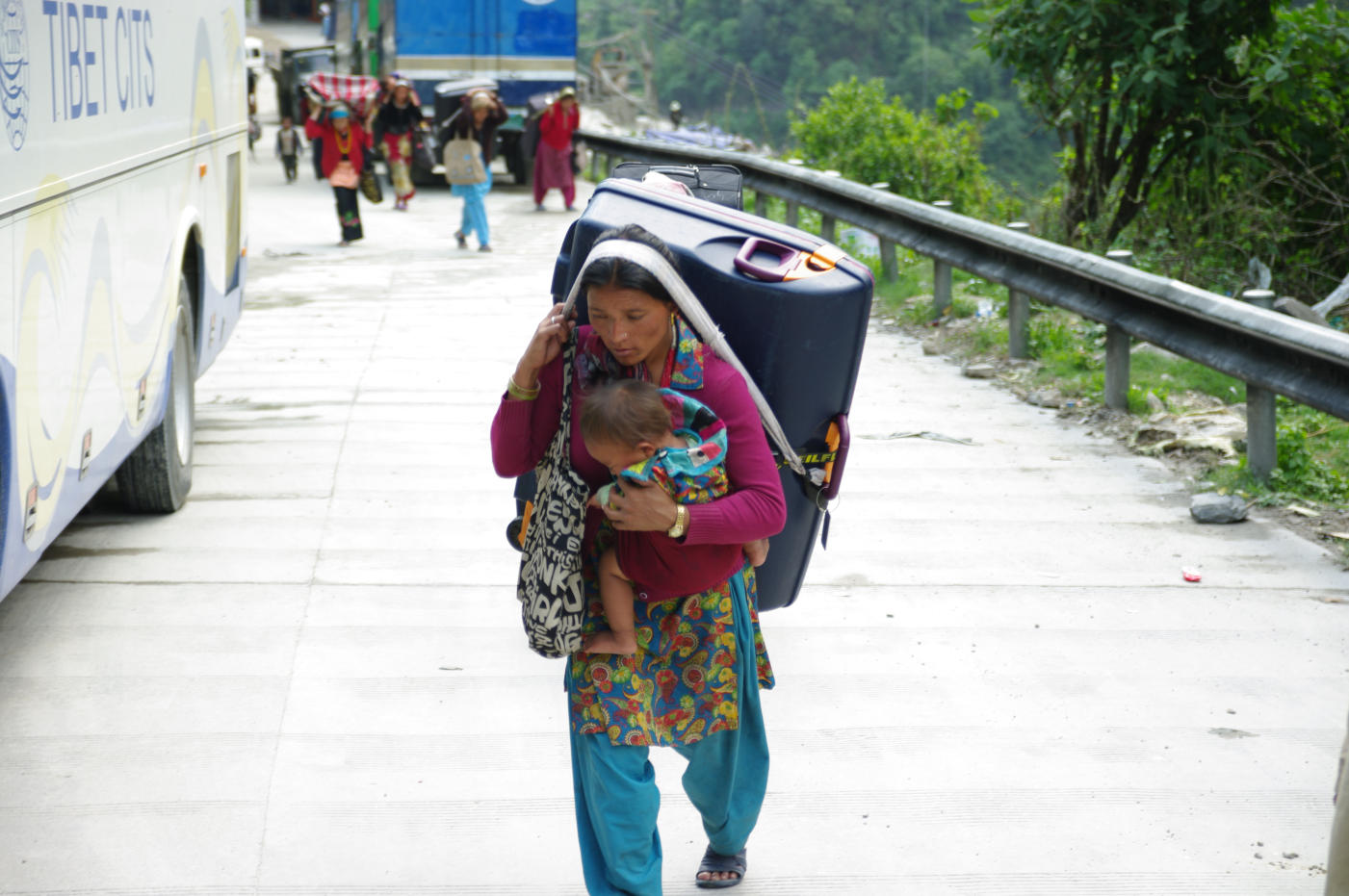
Femme qui travaille.

La double journée, sous-entendue comme étant une « double journée de travail » est une expression qui consacre l'observation d'une répartition généralement inégale du travail domestique entre hommes et femmes, et qui voit ces dernières, lorsqu'elles ont une activité professionnelle, cumuler leur journée de travail salarié avec une charge de travail telle qu'elles n'arrivent plus, contrairement aux hommes, à dégager du temps pour leurs loisirs.
Le travail domestique, aussi communément appelé travail invisible, ou travail de reproduction, consiste à s’occuper des enfants, des parents âgés, de la cuisine, des tâches domestiques ainsi que de l’organisation et de la planification de celles-ci et bien, plus.  Puisqu’il est réalisé dans la sphère privé, il est fait sans échange monétaire. Selon la sociologue Annie Dusset, ces tâches représentent un réel travail  et elles sont nécessaire au fonctionnement de la société capitaliste. Toutes les études et les rapports en sont venus à la même conclusion : les femmes effectuent plus de travail domestique que les hommes, dans tous les pays.

## Division sexuelle du travail
La division sexuelle du travail soulève plusieurs questions importantes et interroge premièrement la valorisation du travail domestique, souvent sous-estimé. Ce concept met en lumière l'opposition entre les activités non marchandes et les activités marchandes. Dans notre économie, la valeur monétaire des échanges est souvent considérée comme le critère principal pour mesurer leur valeur. Les contributions non marchandes, comme le travail domestique, peuvent être négligées malgré leur rôle essentiel pour le bien-être collectif et le fonctionnement de l'économie marchande. 
Selon l’Institut de recherche et d’informations socio-économiques, lorsque le travail en usine s’est généralisé, il était nécessaire qu’une personne reste à la maison pour s’occuper des tâches quotidiennes, s’occuper des enfants et préparer les repas. Traditionnellement, ce sont les femmes qui ont été chargées de ce travail, alors que les hommes occupaient les emplois rémunérés. Bien que les normes aient changé, cette division du travail persiste toujours aujourd’hui.
Dans les années 60, le travail gratuit effectué au sein des foyers fut dénoncé et les femmes occupent maintenant des emplois. L’inégalité de la répartition des tâches demeure un actuel des luttes féministes.

## Dilemme égalité-différence
La double journée de travail représente un obstacle à l’obtention de la pleine égalité entre les hommes et les femmes. Le dilemme égalité-différence, présenté par les féministes, en fait bien la représentation. Il met en opposition deux façons distincte de concevoir l’égalité des deux sexes.
D’un côté, les femmes revendiquent la pleine égalité. Cela implique une intégration des femmes au marché du travail, égalitairement aux hommes. Elles souhaiteraient avoir les mêmes opportunités sociales et économique que les hommes. D’un autre côté, les femmes recherchent une valorisation du travail qu’elles effectuent à la maison. Autrement dit, elles recherchent une reconnaissance matérielle, comme un salaire, une reconnaissance sociale, comme de la considération de ce travail et une reconnaissance politique du travail domestique.
D’après ce que présente la sociologue Anabelle Seery dans un article, lorsqu’elles effectuent la majorité du travail domestique à la maison, les femmes ne peuvent pas pleinement se concentrer sur leur emploi rémunéré, la pleine égalité n’est donc pas atteignable.

## Équité salariale
La division sexuelle du travail est la raison pour laquelle le revenu des femmes est souvent plus bas que celui des hommes.  Le concept de double journée de travail est un bon exemple : si les femmes travaillent moins, ce n’est pas par choix, mais plutôt dû aux normes sociales, qui tardent à évoluer. Ces normes exercent une pression sur les femmes, les obligeant ainsi à prendre en charge l’ensemble des tâches domestiques. C’est ce qu’exprime la chercheuse Marie-Pier Roberge: « Dans sa recherche de flexibilité, la femme devra souvent trouver des emplois dont l’horaire est plus souple et, par le fait même, dont le salaire est moins élevé » 

## Chez les femmes immigrantes

### Définition
Les femmes immigrantes voient leur journée de travail se transformer lors de leur arrivée dans le pays d’accueil. Il y a une nucléarisation de la journée de travail. Ces femmes deviennent plus soumises à l’organisation du travail salarié.

### Implications
Les femmes immigrantes deviennent souvent l’unique responsable de la subsistance de sa famille, car l’aide du conjoint (si celui-ci est présent) est inexistante. La famille perd aussi son statut de système de support. La journée devient plus exigeante à cause du rythme intensifié ou de sa durée allongée. La semaine est dédiée aux heures de travail, provenant d’un ou plusieurs emplois, cumulées avec les heures de transport.

### Conséquences
Les horaires et les conditions de travail affectent la capacité de la mère à répondre aux besoins de son ou ses enfants. Il y a un isolement et une pression d’avoir à faire plusieurs tâches à la fois. Le réseau de parenté doit subir une reconstruction. La santé mentale et physique de ces femmes sont compromises par leurs nouvelles conditions de travail. Leur vie professionnelle ne correspond pas à la trajectoire qu’elles auraient désiré. Ces femmes n’ont plus le contrôle sur leurs vies, elles doivent se soumettre aux tâches ouvrières et domestiques. Leur temps ne leur appartient plus.

## Lors du départ des enfants

### Implications
La double-journée de travail, qui auparavant pouvait être perçue comme une corvée, une habitude ou une tâche, subit une redistribution. Le temps de vie est maintenant séparé en trois parties : temps familial, temps libre et temps de loisirs (les deux dernières étant nouvelles et propres au départ des enfants au sein du foyer familial).

### Conséquences
Le changement principal est la libération d’une plage horaire à la fin de la journée professionnelle. Il y a une disparition/atténuation du poids domestique, car la charge de travail liée aux enfants n’est plus applicable.  Il s’agit d’une disponibilité qu’elle consacrera à elle-même. Un besoin de se trouver des activités à la suite du travail salarié surgit alors au sein de la femme. Le rallongement de la journée de travail survient rarement et est considéré comme un investissement professionnel. Ce besoin était autrement enfoui et refoulé. Il y a aussi une baisse de pression au niveau de la planification des repas.